# القيادة العامة لشرطة أبو ظبي
القيادة العامة لشرطة أبوظبي عرَّفها قانون الشرطة والأمن العام الإماراتي بأنها هيئة تقوم بالمحافظة على الأمن العام وتنفيذ الأحكام، بالإضافة إلى حماية الشخصيات المهمة والحراسة والمراقبة، وتأسست شرطة أبوظبي في العام 1957 على يد حاكم إمارة أبوظبي شخبوط بن سلطان آل نهيان.

## نبذة
قوة الشرطة في إمارة أبوظبي،مرت بمنعطفاتٍ عبر مسيرتها منذ منتصف خمسينيات القرن الماضي فالمراقب لتأسيسها  سيجد أن الطريق لم يكن ممهداً لكي ترى النور ولم يكن يتوقع أحداً أن يسطع نجمها وتحقق بحسب  مؤشرات موثقة ونتائج ملموسة ،خاصة أنها وضعت أمامها أهم مرتكزٍ عصرية  ألا وهو" تحقيق ديمومة المحافظة على استدامة الأمن والأمان في إمارة أبوظبي".
فما حققته من خطوات على أرض الواقع عبر مسيرة مستمرة منذ الأول من شهر ابريل من عام1957،و
حتى اليوم  يعود لمتابعة ودعم قيادة البلاد و توجهاتها الحريصة على ضمان أفضل الخدمات الشرطية لتعزيز جودة حياة المجتمع في إمارة أبوظبي بشكل مستدام.
وإن كانت قد شقّت طريقها وسط صعاب جمّة فمنذ بداياتها عانق حلم القيادة السياسية في أبوظبي متطلبات تأسيس جهاز شرطي من أجل تأمين الحماية لإمارة أبوظبي.و ظلت إرهاصات ذلك الحلم تتوالى وتتجاذب مابين الشيخ شخبوط بن سلطان آل نهيان حاكم أبوظبي وقتها(1928 وحتى1968)وبين شقيقه المغفور له الشيخ زايد بن سلطان آل نهيان حاكم ابوظبي ورئيس دولة الإمارات العربية المتحدة(1968 وحتى2004) ،الذي كان وقتها ممثلاً لحاكم أبوظبي في مدينة العين.
ــ  ففي الوقت الذي كانت الأسباب داعية لمتطلبات توفير الأمن تتزايد فإن أوضاع البلاد وقتها كانت بحاجة إلى توفير الاستقرار لأعداد السكان التي راحت تتزايد و راحت أعداد العاملين القادمين للعمل في شركات التنقيب عن البترول تضطرد ، الأمر الذي دعى البريطانيون لتأسيس قوة أمنية نظامية لحماية تلك الشركات ومعداتها والعاملين على مشروعات البحث والتنقيب والاكتشافات والحفر وغيرها؛ولتأمين تلك العمليات الجارية، تأسست وقتها قوة الساحل في1951م، وظلت مهمة المحافظة على الأمن الداخلي والنظام بين سكان وأهالي أبوظبي مرتبطة بعددٍ من الرجال الذي كان يرشحهم الحاكم ويعملون تحت أمرته ويُعرفون بــ"خويا الشيوخ" ،وهم الذين كانوا يعملون تحت إمرة الحاكم لحماية البلاد ونشر الأمن وتحقيق العدالة عندما يقتضي الأمر، إلا أن هذا التشكيل ، أو القوة لم تعرف طبيعة التنظيم الإداري أو العسكري. فالخوي هو الحارس الشخصي للحاكم وأفراد أسرته، وهو أيضاً أحد أفراد القوة التي تفرض النظام في البلدة أو الإمارة . فالحاكم هو من يعينهم ويختارهم بعناية ويعملون وفق أوامره ؛وهو قائد القوة، ويدفع رواتبهم من ماله الخاص.
ــ ولما كان الحاكم يختارهم من بين رجاله الأشداء وذوي المهارات البدنية و الذهنية الخاصة. كان يكفي أن يكون الخوي خبيراً في استخدام السلاح وقادراً على التسديد إلى الهدف بدقة مخلصاً لمجتمعه الذي يعيش فيه تحت راية الحاكم، ويقدم نفسه فداء لشيخه وأهله وعشيرته عند الضرورات وهو منفذ لأحكام القانون التي يصدرها القاضي على الخارجين عن القانون، ولم تكن هناك رتب في نظام خويا الشيوخ على غرار الأنظمة الشرطية والأمنية المتعارف عليها، إلى أن الإجراء الطبيعي كان يعتمد على الأقدمية وما يتمتع به أحدهم من مهارات وإخلاص لمهنته.
ــ وعلى المستوى العام لم تكن قوة الساحل كافية لحفظ الأمن في المنطقة، فكان ذلك سبباً وداعياً إلى ضرورة إنشاء قوة محلية ترعى شؤون الأمن في البلاد وتدعم استقراره وتصون المكتسبات التي كانت تتحقق يوماً بعد يوم.
ــ وقد وضع الشيخ شخبوط بن سلطان آل نهيان، نصب عينيه هدف إنشاء قوة الشرطة بالرغم من قلة الموارد المالية و البشرية و التحديات الأخرى، كي يتحقق الأمن في ربوع إمارة أبوظبي.
و بعد تشاور الشيخ شخبوط مع أخيه الشيخ زايد بن سلطان تأسست شرطة أبوظبي في إبريل من عام 1957 و هي تمضي محققةً تطورات و انجازات عبر مراحل زمنية.

## تاريخ القيادة العامة لشرطة أبوظبي
جاء تأسيس شرطة أبوظبي عام 1957 على يد حاكم إمارة أبوظبي الشيخ شخبوط بن سلطان آل نهيان (1928-1966) كأحد المؤسسات الحكومية.

### المرحلة الأولى "1957-1966"
1. أمر الشيخ شخبوط بن سلطان آل نهيان رحمه الله بإنشاء دائرة الشرطة في إمارة أبوظبي في شهر أبريل من عام 1957 ،وقام بتخطيط مقر مبنى الدائرة أمام قصر الحاكم،وكان مهتماً بتلك القوة الجديدة ومُشرِفاً على أدق تفاصيلها.
2. سُمّيت قوة الشرطة بداية بــ" دائرة الشرطة و الأمن العام" ،حيث تم تجنيد 30 شخصاً وهم أول من التحق بها. وقد ارتَدَتْ القوة قميصاً وبنطلوناً رملي اللون وغترة برتقالية وعقالًا أسود ثُبِّتْ بأعلاه قطعة معدنية دائرية الشكل كُتِب عليها (شرطة أبوظبي). وكان عقد عمل أفراد شرطة أبوظبي لمدة سنتين، و بلغ راتب الملتحق للعمل بها 160 روبية  ــ بما يعادل 12 باوند آنذاك ــ وفي شهر مايو من عام 1957 ،قام الشيخ شخبوط ،بشراء (4 ) سيارات (لاندروفر) مستعملة كي تستخدمها قوة الشرطة.
3. ظل المغفور له الشيخ زايد بن سلطان آل نهيان ، حريصاً على دعم قوة الشرطة الجديدة ، وقد ترأس في 14/10/1957 عملية "البحث عن جناة قاموا بجريمة قتل وهربوا براً باتجاه الحدود ،و كان يرأس السرية(A) من قوة  الساحل ، بالاشتراك مع قوة من شرطة أبوظبي مؤلفة من 40 مجنداً و 14 مركبة، وكانت القوتان تتلقيان التوجيهات منه شخصياً واستمرت العملية حتى 02/11/1957 ، وأثبت المجندون الجدد من شرطة أبوظبي كفاءتهم في تعقب الجناة في الصحراء.
4. أصبح الشيخ سلطان بن شخبوط آل نهيان، أول رئيس لدائرة الشرطة في أبوظبي منذ التأسيس. والتحق الشيخ مبارك بن محمد آل نهيان بدائرة الشرطة 09/12/1961 ،ليترأس بعد ذلك دائرة الشرطة في عام 1964.وفي عام 1963، تأسست فرقة موسيقى شرطة أبوظبي وقامت بأول عزف لها أمام قصر الحصن. وكان قد تغيّر مسمى دائرة الشرطة إلى دائرة الشرطة والأمن العام في عام 1964

### المرحلة الثانية "1966-1971"
1. مع تولي الشيخ زايد بن سلطان آل نهيان ، مقاليد الأمور في إمارة أبوظبي  في 06 /08/ 1966 بدأت مرحلة جديدة ، واستمرت حتى قيام الاتحاد  02/12/1971 ، إذ عمل على دعم قوة الشرطة بما يتناسب مع الاحتياجات المطلوبة للنهوض بمستوى كفاءة رجل الشرطة وإعداده للقيام بدوره في خدمة المواطنين وحماية الأمن والحفاظ على مكتسبات الدولة ومنجزاتها.
2. تغيّر مسمى دائرة الشرطة والأمن العام ليصبح "قيادة الشرطة والأمن العام في 09/11/1966. وصاحب ذلك  تغيير جزئي للزي العسكري فقد تغيرت الغترة(وهو غطاء للرأس) التي كانت باللون البرتقالي للأفراد ورصاصية للضباط، لتصبح باللون الأسود والأبيض للضباط والأفراد.
3. أُنشِئت دائرة المرور في شرطة  أبوظبي في مارس من عام 1967 ، وإرتدى منتسبوها الغترة البيضاء بدلًا من البرتقالية. وكان أول ظهور للدراجات في شرطة أبوظبي في ذكرى أول عيد الجلوس في 06/08/1967، واستخدمت منذ ظهورها الأول كاستعراض في تلك الاحتفالات و المناسبات الوطنية وتأمين المواكب الرسمية وتنظيم حركة السير.
4. قام الشيخ زايد  بن سلطان آل نهيان،رحمه الله بتحديد موقع بناء مدرسة الشرطة ، بمنطقة "الزعفرانة" بإمارة أبوظبي ، وقد افتتحت في 05/09/1967 ، و عُين اللواء سامي الساكت آمراً لها ، وتُعد أول مدرسة للشرطة في دولة الإمارات، و أصبحت "كلية الشرطة حالياً"  أنشئت لتدريب عناصر الشرطة، و زُّودت بأفضل الخبرات إيماناً بأهمية حماية الأمن والنهوض بوطن مستقر. وتخرج منها ضباط وأفراد الشرطة ، ثم جرى إعادة تنظيمها في 01/07/1978 ..
5. أدرك الشيخ زايد ، أهمية الإعداد والتخطيط لتطور العمل الشرطي لذاعمل على إيفاد عدد من ضباط شرطة أبوظبي في دورات تأهيلية ،ومنها إلى المملكة الأردنية في أكتوبر 1968 ، حيث تخرج الضباط في أواخر أكتوبر 1969 .
6. جرى أول اتصال لاسلكي للشرطة في أواخر 1968، من مدينة أبوظبي إلى مدينة العين، و مع إنشاء " مدرسة اللاسلكي"، في مارس من عام 1969 ، بدء عمل أجهزة اللاسلكي وضمّت المدرسة نخبة من جنود الشرطة.
7. تخرج فوج زايد الأول من رجال الشرطة في 22/02/1969 ، بعد أن تلقوا تدريباً لمدة ( 6) أشهر ، واستخدمت البريهة لأول مرة في هذا الحفل.
8. تغيّر شعار قيادة الشرطة والأمن العام من شعار الظبي إلى شعار الأمن العام في عام 1970.كما تأسست مجلة الشرطة في عام 1970 ، وصدر عددها الأول في نوفمبر والثاني في ديسمبر من نفس العام، ولازالت تصدرها وزارة الداخلية.
9. وكان تعيين الشيخ مبارك بن محمد آل نهيان وزيراً للداخلية في الحكومة المحلية لإمارة أبوظبي بصدور المرسوم رقم 8 لسنة 1971  .

### المرحلة الثالثة "1971-1986"
1. بإعلان قيام دولة الإمارات العربية المتحدة ، تشكّل مجلس الوزراء في 02/12/1971 ، فدخلت شرطة أبوظبي مرحلتها الثالثة حيث تولى وزارة الداخلية الشيخ مبارك بن محمد آل نهيان كأول وزير للداخلية.
2. وافق مجلس الوزراء على مذكرة وزير الداخلية في 03/02/1971 ،والمتضمنة إنشاء ( 3) وحدات للكلاب البوليسية في جهاز الشرطة والأمن العام بهدف المشاركة في الكشف عن الجرائم والمتفجرات والمخدرات وغيرها من القضايا الجنائية.
3. استخدمت أجهزة الرادار في 22/02/1972، حيث تم شراء جهازيين لهذا الغرض ليعمل أحدهما في أبوظبي والآخر في مدينة العين،بهدف حماية أرواح مستخدمي الطرق من مخاطر السرعة.
4. ترأس الشيخ مبارك بن محمد ال نهيان،في 15/12/1972م، اجتماع المؤتمر الأول لقادة الشرطة العرب،الذي أقيم بمدينة العين،وكان معالي حمودة بن علي نائباً للرئيس.رحمهما الله.
5. نُظّم أول أسبوع للمرور في شرطة أبوظبي في 01/04/1972،وقد قام الشيخ زايد  بزيارة نقاط التفتيش الخاصة بأسبوع المرور والتأكد من الإجراءات المتبعة.
6. كشفت شرطة أبوظبي في نهاية عام 1977 غموض جريمة قتل بمدينة العين في خلال 48 ساعة حيث كان قد عُثر على قتيل من الجنسية "الآسيوية"، وتلقى مركز الهير بالعين بلاغاً وأنتقل لموقع الحادث نائب مدير مديرية العين المقدم سالم التاجر وفريقاً من المحققين ومندوبي البصمات والتصوير الجنائي، ووجدوا الجثة وتمكنوا من القبض على الجاني ، قبل أن يلوذ بالفرار، حيث تبين إن القضية قضية ثأر.
7. استُحدثت وحدة الشرطة النسائية في 07/02/1978، وبدأت تدريباتها في 22/04/1978 ، وقد حضر الشيخ مبارك بن محمد ، حفل تخريج أول دفعة من الشرطة النسائية  في 31/07/1978.
8. بدأ إنشاء مدرسة شرطة الفوعة بالعين في عام 1977 ،واستغرق بنائها سنتين و في عام 1979، التحقت بالمدرسة دورة مكونة من 180 فرداً وكانت هذه هي الدورة التاسعة عشر للمستجدين و التي تخرجت في اكتوبر من عام 1979 و شهد سمو الشيخ طحنون بن محمد ممثل الحاكم في منطقة العين و رئيس مجلس إدارة بترول أبوظبي الوطنية الاحتفال بتخريج الدورة .
9. في عام 1986 ،تم استحداث فرع للحاسوب بإدارة الجنسية والإقامة بأبوظبي، وتلا ذلك ربط مطار أبوظبي والمراكز الحدودية بنظام إلكتروني لإدخال بيانات القادمين والمغادرين عبر المنافذ .

### المرحلة الرابعة"1986-2017"
1. تم تغيّير الزي الرسمي لمنتسبي شرطة أبوظبي عند عقد الاجتماع السابع لقمة دول مجلس التعاون الخليجي في أبوظبي عام 1986 ،وكان هذا إيذاناً ببداية المرحلة الرابعة من مسيرة شرطة أبوظبي. كذلك فقد تغيرت ألوان دوريات الشرطة من اللون الأخضر لتصبح باللونين الأحمر والأبيض.
2. وقد  صدر في 05/10/1987 قراراً وزارياً باستحداث قسم بالإدارة العامة لشرطة أبوظبي وسُمي " قوة الأمن الخاصة".
3. في20/05/1991 تولى العميد ثاني عبيد خميس الرميثي منصب مدير عام شرطة أبوظبي.
4. تولى في 23/10/1995 سمو الشيخ سيف بن زايد آل نهيان  منصب مدير الإدارة العامة لشرطة أبوظبي وقد كان وقتها برتبة "عقيد".
5. شهدت مدينة العين في 10/1997 انعقاد المؤتمر " الحادي والعشرين لقادة الشرطة العرب." ، برعاية سمو الشيخ طحنون بن محمد آل نهيان ممثل الحاكم في المنطقة الشرقية، وافتتحه الفريق ركن الدكتور محمد سعيد البادي وزير الداخلية في فندق "إنتركونتينتال" العين.
6. عندما رُقيَّ سمو الشيخ سيف بن زايد آل نهيان إلى رتبة " عميد " تولى منصب وكيل وزارة الداخلية.في 12/1997و في عام 1998 تمت ترقيته الى رتبة لواء.
7. بتوجيهات الشيخ زايد و برعاية وإشراف اللواء سمو الشيخ سيف بن زايد آل نهيان وكيل وزارة الداخلية، تم في 10/2002 إنشاء مركز تأهيل وتشغيل ذوي الاحتياجات الخاصة "أصحاب الهمم”في مدينة العين.
8. دشّن الشيخ سيف ، وكيل وزارة الداخلية ،خلال معرض "الأمن والسلامة - الشرق الأوسط " في 10/2003 مشروع بصمة العين في كافة منافذ دولة الإمارات العربية المتحدة البرية والبحرية والجوية.
9. جرى إطلاق موقع شرطة أبوظبي على شبكة " الإنترنت " للتعريف بالدور الذي تقوم به الإدارة العامة لشرطة أبوظبي عبر الرابط www.adpolice.gov.ae
10. تم تعيين اللواء سمو الشيخ سيف بن زايد آل نهيان وزيراً للداخلية في 2004/11 ، ورُقيَ من رتبة " لواء " إلى رتبة "فريق" اعتباراً من .2004/12/13
11. في 12/2004 ،وبتوجيهات وزير الداخلية تم تقديم تسهيلات لدعم بعثة المسح الأثري لجزر أبوظبي (ادياس)، حيث نجحت مختبرات الأدلة الجنائية بالقيادة العامة لشرطة أبوظبي في تحديد جنس أقدم إنسان استوطن دولة الإمارات العربية المتحدة منذ 7500 سنة وذلك باستخدام تقنية البصمة الوراثية.
12. تم تفعيل النظام الجنائي الموحد في مجالات التحقيق والبحث الجنائي في عام 2004 .
13. تأسس "مختبر الجرائم الإلكترونية" في شرطة أبوظبي، في أغسطس عام 2009.
14. في 02/2016 ، تولى معالي اللواء محمد خلفان الرميثي منصب قائد عام شرطة أبوظبي.
15. أُقيم مهرجان المربعة التراثي الأول في 08/09/2016، ، وفيه تم تخريج دورة المستجدين بالزي القديم ، وشهد المهرجان العديد من الأنشطة التراثية والتوعوية.

### المرحلة الخامسة "2017-وحتى اليوم"
1. بدأت المرحلة الخامسة بتغيّير شعار القيادة العامة لشرطة أبوظبي، و لون الدوريات ( المركبات )العاملة وزي منتسبي القيادة ، وحملت الهوية الجديدة سمة الماضي والإعتزاز به، والتطلع للمستقبل بروح مبتكرة خلاقة ،كما أطلقت القيادة في 24/07/2017 شعارها الجديد والمكون من الصقر والخنجر وسعف النخيل والإطار الأحمر، وهي تعكس الموروث التاريخي للإمارة المتناسق مع شعار حكومة أبوظبي، والمختزل لمسيرة الـ 60 عاماً من الإنجاز والحفاظ على مكتسبات الأمن والاستقرار  .
2. في 17/09/2017 ، انطلقت الهوية الجديدة لدوريات الشرطة بشكلها الحديث باللونين الأبيض والأزرق أطلقتها القيادة العامة وتحمل شعار شرطة أبوظبي الجديد، وفيه ظهرت الدوريات بشكلها الحديث بشريطين على جوانب الدوريات،وهو مستوحى من "شريط القماش" الذي كان يرتديه رجال الشرطة في بداية الإسلام فوق ثيابهم ـ أي على صدورهم من جانب العنق ـ ومنها تمت تسميتهم برجال الشرطة.لتمييزهم عن عامة الناس ومنه تمت تسميتهم بـ“الشرطة".
3. جرى تغيير على زي منتسبي القيادة العامة لشرطة أبوظبي، بتاريخ 08/11/2017 وتم إرتدائه رسمياً في 21/11/2017 ، تزامناً مع احتفالية مرور 60 عاماً على تأسيس الشرطة ، وهو يعد استكمالًا لهويتها الجديدة التي تجسّد مرحلة تالية من التطور والتميز في العمل الشرطي..
4. برعاية صاحب السمو الشيخ محمد بن زايد آل نهيان "رئيس الدولة" و كان ولياً لعهد أبوظبي و نائباً للقائد الأعلى للقوات المسلحة و رئيساً للمجلس التنفيذي لإمارة أبوظبي، في 21/11/2017 احتفلت القيادة العامة لشرطة أبوظبي بالذكرى الستين لتأسيسها، الذي أقيم في كلية الشرطة بأبوظبي ،وشهده الفريق سمو الشيخ سيف بن زايد آل نهيان نائب رئيس مجلس الوزراء وزير الداخلية ، وحضره عدد من أصحاب السمو الشيوخ والوزراء وأعضاء المجلس التنفيذي لإمارة أبوظبي وعدد من المسؤولين بالدوائر والهيئات الحكومية في الإمارة وقيادات الشرطة بوزارة الداخلية وشرطة أبوظبي وكبار الضباط.
5. مؤتمر "إطلالة على الماضي وتطلعات المستقبل" انطلق بمناسبة مرور 60 عاماً على تأسيس الشرطة في 2017/12/06 وذلك بهدف تسليط الضوء على مسيرتها الماضية وتطلعاتها المستقبلية.
6. أعلنت القيادة العامة لشرطة أبوظبي في 05/08/2018 عن إدخال اللغة الصينية ضمن  الدليل التعريفي لنظام استقبال وتقديم الشكاوي و المقترحات المتعلقة بمجالات العمل الشرطي (CAS).
7. شارك وفد من شرطة أبوظبي في المؤتمر العالمي للشرطة النسائية الذي عقد في كندا بتاريخ 26/08/2018 و نظمته الجمعية العالمية للشرطة النسائية بالتعاون مع شرطة (كالجاري) الكندية بمشاركة 60 دولة بالإضافة إلى الجمعيات العالمية المختصة بالشرطة النسائية.
8. دشن معالي اللواء محمد خلفان الرميثي قائد عام شرطة أبوظبي في 11/10/2018 ، برنامج "عبق العيون الساهرة " و هو برنامج تراثي وتاريخي يقوم فيه قسم الموروث الشرطي ، بتوثيق ذكريات بداية التأسيس ومسيرة نجاح شرطة أبوظبي منذ عام 1957 عبر المقابلات الشفهية مع الرعيل الأول ممن خدموا في سلك الشرطة.
9. جاء تزامناً مع سباق جائزة الاتحاد للطيران الكبرى "للفورمولا 1 “ لعام 2018 في 24/11/2018 ،أعلنت القيادة العامة لشرطة أبوظبي عن تدشين دراجات الإعلام الأمني النارية التي تعد الأولى من نوعها في المنطقة.
10. افتتح الشيخ طحنون بن محمد آل نهيان، ممثل الحاكم في منطقة العين في28 ديسمبر2018، متحف شرطة المربعة التابع لقسم الموروث الشرطي بشرطة أبوظبي،ويضم المتحف مقتنيات وأدوات عسكرية وأسلحة قديمة لم تعد تستخدم، ويعرض مراحل تطور الزي العسكري لشرطة أبوظبي إلى جانب وثائق ومعلومات حول قوى الأمن قبل تأسيس قوة الشرطة إضافة إلى مراحل تطور الأمن والشرطة على مدى العصور والحضارات القديمة.كما يحكي تاريخ قلعة المربعة التاريخية ،التي بناها في عام 1948م، الشيخ زايد بن سلطان آل نهيان، خلال حكمه للمنطقة الشرقية، هنا نريد صورة لإفتتاح متحف المربعة ([1]). في 21/01/2019 صدر قرار بتعين معالي اللواء ركن طيار فارس خلف المزروعي قائداً عاماً لشرطة أبوظبي. دخول عام2021 يومه الأول إرتدى منتسبي القيادة العامة لشرطة أبوظبي زيهم الذي جرت عليه تعديلات ليُصبح الزي الإداري للضباط وصف الضباط والأفراد   . ----·          [1] -  (والمربعة بناء محصن ومستطيلة الشكل، ولها برج مربع ضخم يتكون من طابقين، و تعتبر موقعاً أساسياً للحماية، و اكتسبت القلعة اسمها من شكل البرج، إذ كانت تعرف في الخمسينيات بـ" مربعة زايد "، ويُزودها بالماء فلج تاريخي يمتد على نطاق واسع شرقاً وغرباً إلى شمال البرج، و كانت برجاً للمراقبة، ومقراً للحرس، لذا فقد وفرت الأمن لسكان المنطقة و المناطق القريبة منها وكان السكان يلجؤون إليها وقت الخطر أو حال تعرضهم لهجوم من قبل الآخرين، وهي مزودة بمساحة فسيحة لإيواء المُحتمين بها ، و بحجرات لتخزين الغلال والطعام الكافي لإطعامهم وقت الخطر ، وهي دائما مزودة بالماء ، واستمرت الحراسة في برج المربعة حتى حضور فرقة من قوة ساحل الإمارات بقيادة الميجر " ماكدونالد" عام 1953م فأتخذت الفرقة من قلعة المربعة مقراً لها أثناء عملهم فيها و بنهاية عام 1959م قامت شرطة أبوظبي بإستحداث مركز شرطة في منطقة المربعة في العين و قد كان المركز مختصاً بمتابعة الأمور الأمنية في السوق على مدار الساعة، و تكوّن المركز عند الانشاء من 20 فرداً يتبعون دائرة الشرطة في أبوظبي.   وكانت شرطة العين آنذاك تسمى مركز المربعة بالعين وتتبع دائرة الشرطة في أبوظبي. وبقيت قلعة  المربعة حتى عام 1985 م مبنى لإدارة شرطة العين ، ثم بُنيّ مركز شرطة وسط المدينة بالقرب من مبنى قلعة المربعة ، و أفتتحه في 25من مارس1989م، الشيخ سعيد بن طحنون آل نهيان عضو المجلس التنفيذي ووكيل دائرتي البلدية وتخطيط المدن بالعين آنذاك. وللأهمية التاريخية للمربعة  فقد أمر المغفور له الشيخ زايد بن سلطان آل نهيان في الثالث من مايو من عام 1994 م، بتحويل المبنى القديم لإدارة شرطة العين "قلعة المربعة"، لمتحفٍ دائم للشرطة، ولعدم إمكانية تحويل القلعة إلى متحف تم تحويل المبنى المجاور لها "مركز شرطة وسط المدينة " ليصبح متحفاً. وتُعتبر قلعة المربعة اليوم واحدةً من مواقع العين الثقافية المُدرجة على قائمة التراث العالمي لليونسكو منذ عام 2011 م.  وهي لاتزال تشهد مهرجانت تراثية وثقافية، بل وأمنية منذ2016 م  )

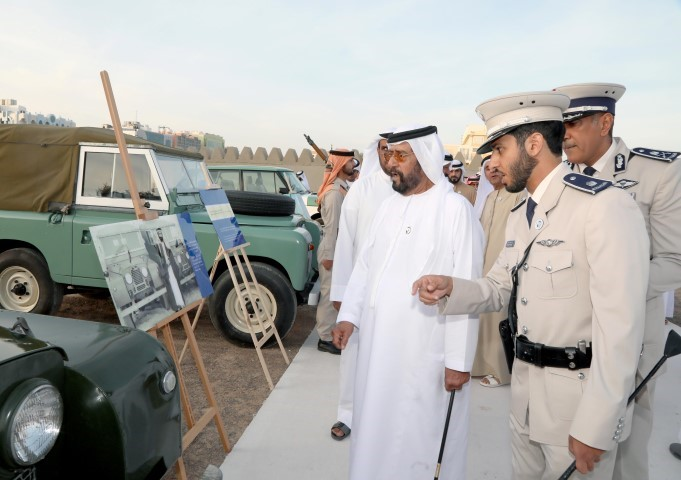
إفتتاح متحف شرطة المربعة في منطقة العين

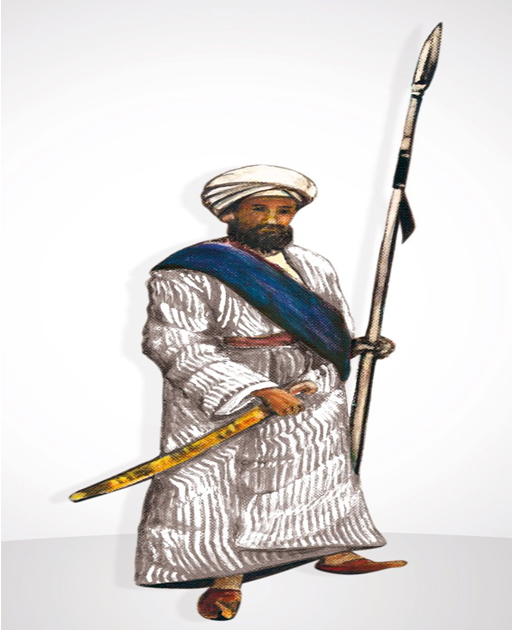
القلقشندي في كتابه الموسوم (صبح الأعشى في صناعة الإنشاــ أحمد بن علي القلقشندي ،المتوفي في821هـ ــ 1418ميلاديةـ شرحه وعلق عليه وقابل نصوصه، محمد حسين شمس الدين ــ ج3، دار الكتب العلمية ، بيروت ـ ، بدون تاريخ.: سُمّيت "الشرطة" بهذا الاسم نسبة إلى شريط من القماش يوضع في اليد فوق ثوب رجل الأمن للتمييزهم عن عامة الناس في عهد الخليفة عبدالملك بن مروان عام65هــ

## مسميات الشرطة منذ تأسيسها
تغيرت مسميات الشرطة في أبوظبي وفقاً لمراحل تطورها التاريخي والإداري طوال أكثر من ستة عقود حتى الآن، ومرت قوة شرطة أبوظبي بست تسميات إدارية مختلفة على النحو التالي:
1. دائرة الشرطة والأمن العام (1957-1966).
2. قيادة الشرطة والأمن العام (1966-1971).
3. وزارة الداخلية المحلية – شرطة أبوظبي (1971-1974).
4. المديرية العامة للشرطة (1974-1981).
5. الإدارة العامة لشرطة أبوظبي  (1981-2004)
6. القيادة العامة لشرطة أبوظبي (2004-حتى الآن).

## منصب القائد العام لشرطة أبوظبي
- يتم تعيين القائد العام لشرطة أبوظبي بمرسوم أميري يصدر من رئيس دولة الإمارات العربية المتحدة – حاكم إمارة أبوظبي.
- يتولى القائد العام لشرطة أبوظبي الإشراف العام على إستراتيجية القيادة العامة لشرطة أبوظبي في الحفاظ على الأمن والأمان لإمارة أبوظبي والتي تتلاءم مع إستراتيجية حكومة أبوظبي وتحقق أهدافها.
- يتولى اللواء الركن طيار فارس خلف المزروعي، عضو الأمانة العامة للمجلس التنفيذي لإمارة أبوظبي منصب القائد العام لشرطة أبوظبي منذ يناير 2019.
- نبذة تاريخية:
  - في عام 1958 عُين الشيخ سلطان بن شخبوط، أول رئيس لشرطة أبوظبي، وفي عام 1966 تم تعيين الشيخ مبارك بن محمد آل نهيان، رئيسًا لما كانت تسمى آنذاك بدائرة الشرطة والأمن العام.
  - وفي عام 1995 تولى الفريق الشيخ سيف بن زايد آل نهيان، مهام المدير العام لشرطة أبوظبي، التي كانت تُسمى حينها «الإدارة العامة لشرطة أبوظبي» وعندما تم تغيير المسمى إلى القيادة العامة لشرطة أبوظبي، في عام 2004 ظل سموه قائدًا عامًا حتى عام 2016.

## قادة شرطة أبوظبي

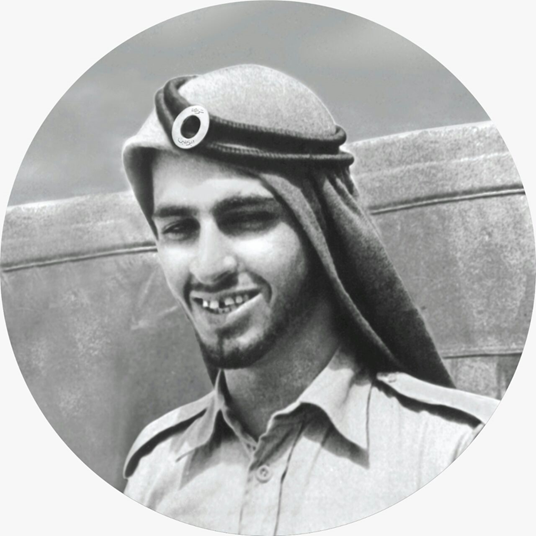
الشيخ سلطان بن شخبوط رحمه الله

ترأس شرطة أبوظبي كل من:

### الشيخ سلطان بن شخبوط آل نهيان (1957-1961).
- كان أول قائداً لدائرة الشرطة  في أبوظبي حيث تولى قيادة الشرطة منذ التأسيس وحتى عام 1961.
- وفي فبراير من عام 1958 طلب الشيخ زايد من قائد قوة الساحل أن يرعى تأهيل الشيخ سلطان بن شخبوط ويمكّنه من تلقي دورات تدريبية لتأهيله كضابط عن طريق قوة الساحل وكانت هذه المرة الثانية التي يتقدم فيها بمثل هذا الطلب، وبالفعل تم الاتصال بالمراكز المتخصصة والتجهيز لدورة خاصة بالشيخ سلطان بن شخبوط في المنامة.
- وقد تولى الشيخ سلطان بن شخبوط في عام 1961 عند افتتاح بلدية مدينة أبوظبي منصب العمدة و في شهر مارس من عام 1965 تم تعيينه قائداً لقوة الدفاع بأبوظبيADDF.

### اللواء الشيخ مبارك بن محمد آل نهيان (1961-1974).

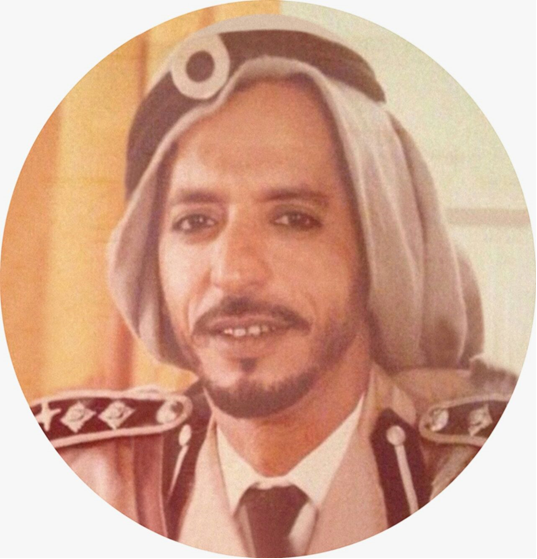
الشيخ مبارك ن محمد آل نهيان رحمه الله

- انضم الشيخ مبارك ن محمد آل نهيان رحمه الله، إلى قوة الشرطة بتاريخ 09 / 12 / 1961 برتبة (نقيب) بعد أن تلقى التدريبات العسكرية اللازمة، ثم ترقى إلى رتبة (مقدم) ثم حصل على ترقية إلى رتبة (عقيد)، وتقديراً لإخلاصه وتفانيه في تطوير جهاز الشرطة في إمارة أبوظبي فقد كافأه المغفور له باذن الله الشيخ زايد بن سلطان آل نهيان بإصدار المرسوم الأميري رقم 53 لسنة 1968 بترقية الشيخ مبارك بن محمد آل نهيان قائد الشرطة والأمن العام من رتبة (عقيد) إلى رتبة (لواء) اعتباراً من تاريخ .1968/12/21
- وعندما أعلن عن قيام اتحاد دولة الإمارات العربية المتحدة عام 1971 ، وتم تكليف الشيخ مكتوم بن راشد آل مكتوم رحمه الله، بتشكيل مجلس الوزراء الاتحادي، كانت وزارة الداخلية من بين الوزارات التي شُكّلت، حيث صدر المرسوم الاتحادي رقم 2لسنة 1971 بتاريخ 19 / 12 / 1971 الخاص بتعيين نائب رئيس مجلس الوزراء والوزارء، وعُيّن الشيخ مبارك بن محمد آل نهيان وزيراً للداخلية.
- ومن منطلق مسئولياته وإدراكه بأهمية هذا الدور بذل كل ما في وسعه من إمكانيات من أجل النهوض بمستوى الوزارة
- الوليدة، مستفيداً من تجاربه وخبراته السابقة في إدارة الشئون الأمنية عندما كان قائداً للشرطة في إمارة أبوظبي وبتوجيهات
- من المغفور له الشيخ زايد بن سلطان آل نهيان فقد سخر الإمكانيات المتاحة لدى الوزارة المحلية من الكوادر البشرية والتجهيزات والمعدات والتشريعات والأنظمة القانونية والإدارية لخدمة الوزارة الجديدة.
- وسعى جاهداً لدمج قيادات الشرطة المحلية في وزارة الداخلية حيث قام بالعديد من الزيارات إلى كافة الإمارات والتقى بأصحاب السمو الحكام بهدف دمج الأجهزة في جهاز واحد (وزارة الداخلية) وقد تحقق له ما أراد ففي عام 1975 صدر قراراً من المجلس الأعلى للاتحاد بتوحيد أجهزة الشرطة وبأن تكون لوزارة الداخلية سلطة الإشراف المباشر عليها.
- وفي عام 2010 انتقل الشيخ مبارك بن محمد آل نهيان إلى الرفيق الأعلى، بعد مسيرة زاخرة بالمواقف البطولية، والتي جسد من خلالها مثالًا وطنياً خالداً بأعماله التي حققت نجاحات وزارة الداخلية، إضافة إلى إسهاماته البارزة في تطوير العمل الشرطي بأبوظبي، والتي تتوافق مع شخصية عُرفت باحترام الصغير والكبير ويشهد مجلسه بذلك والذي كان مجلساً للعلم والنقاش ويستقبل فيه الزوار الذين يستنيرون بحكمته و رجاحة عقله.

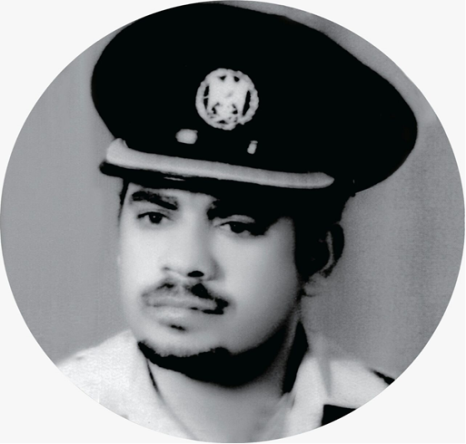
محمد جمعة الظاهري رحمه الله

### العميد محمد جمعة محمد الظاهري (1974-1975).
- العميد محمد جمعة الظاهري رحمه الله عمل في قوة ساحل عمان 11/11/1953 و في عام 1964 التحق بدورة اللغة الانجليزية في بيكونز فيلد بالمملكة المتحدة و في نفس العام التحق بكلية مونز العسكرية في بريطانيا التحق بعد ذلك بشرطة أبوظبي منذ28/1/1967وحتى 1/9/1976 وخلالها تولى منصب مدير مدرسة الشرطة في عام 1967.
- بعد ذلك تولى منصب مدير شرطة العين في الفترة من 1968-1970 وتم انتدابه إلى شرطة أم القيوين وكان قائداً لها في عام 1969، و في عام 1970 تولى منصب مدير شرطة العاصمة ثم في عام 1971 أصبح مديراً لإدارة الشؤون الادارية والمالية و بعدها كان  بمنصب القائم بأعمال وكيل وزارة الداخلية المحلي لإمارة أبوظبي و تولى قيادة شرطة أبوظبي في الفترة من 1974-1975،و أصبح مفتشاً عاماً بعد ذلك و قد أحيل إلى التقاعد في نهاية عام 1975.

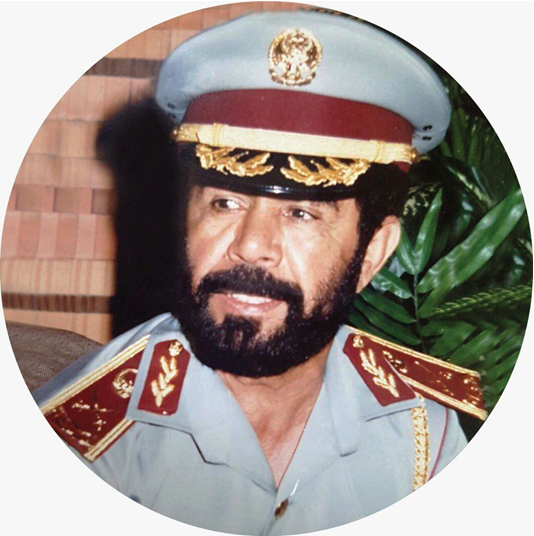
اللواء حمد سعيد الحساني رحمه الله

### اللواء حمد سعيد أحمد الحساني (1975-1991).
- تولى اللواء حمد سعيد الحساني رحمه الله الإدارة العامة لشرطة أبوظبي في الفترة من 1975 و حتى 1991
- كان قد تعيّن الحساني بدائرة الشرطة و الأمن العام في 01-07-1958 عمل قبل ذلك في قوات الساحل في الفترة من 1954 و حتى عام 1958.
- التحق بدورة الضباط في شهر أكتوبر 1968 بالمملكة الاردنية الهاشمية و التي استمرت مدة عام  حيث تمت ترقيته الى رتبة ملازم ثاني.
- عمل في عدد من الادارات خلال مسيرته العملية حيث عمل كمساعد لقائد شرطة العين في 15-10-1970، و بعد ثلاث سنوات تم تعيينه مديراً لمركز شرطة العاصمة، ليحال للتقاعد بتاريخ 20-05-1991

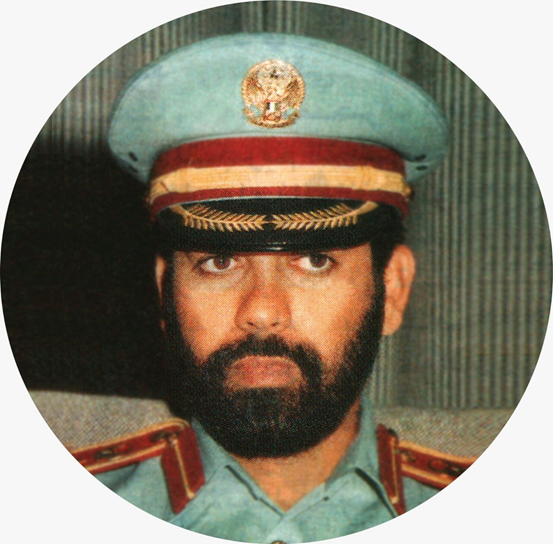
ثاني عبيد الرميثي

### العميد ثاني عبيد خميس الرميثي (1991-1995).
- عيِّنَ في الإدارة العامة لشرطة أبوظبي بتاريخ 24-06-1975
- أثناء مسيرته عمل في عدد من الإدارات، كجهاز أمن الدولة منذ تعيينه و حتى 01-06-1988 ،ثم في الإدارة العامة للجنسية و الهجرة حتى تاريخ 20-01-1990.و بعدها في إدارة الديوان حتى تاريخ 20-05-1991
- وقد تولى منصب مدير الإدارة العامة لشرطة أبوظبي في الفترة من 1991-1995، وتقاعد في 01-06-1997.

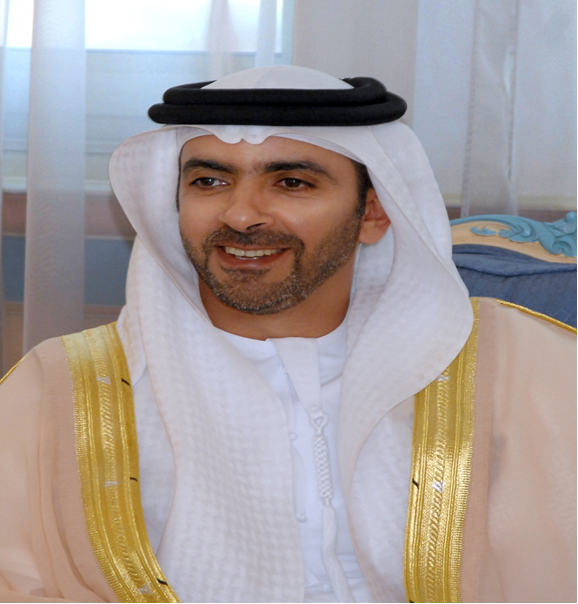
الفريق سمو الشيخ سيف بن زايد بن سلطان آل نهيان نائب رئيس مجلس الوزراء وزير الداخلية في دولة الإمارات العربية المتحدة

### الفريق الشيخ سيف بن زايد آل نهيان (1995-2016).
- الفريق سمو الشيخ سيف بن زايد بن سلطان آل نهيان نائب رئيس مجلس الوزراء وزير الداخلية في دولة الإمارات العربية المتحدة وكان بعد تخرجه من الجامعة انتسب إلى كلية الشرطة في العام 1990م، حيث انضم إلى دورة الجامعيين التأسيسية الثانية حتى نهاية العام 1990.
- ليتدرج سموه في العديد من المناصب القيادية؛ فكان  نائباً لمدير إدارة شرطة العاصمة خلال عامي 1994م و1995م، ثم مديراً عاماً لشرطة أبوظبي في 23 أكتوبر 1995م. وفي 25 ديسمبر 1997م تقلد منصب وكيل وزارة الداخلية.
- وفي 30 ديسمبر 2004 م رُقيّ   لرتبة فريق بموجب المرسوم الاتحادي رقم 84 لسنة 2004م، ليصبح وزيراً للداخلية ومن إنجازاته الشرطية والأمنية إطلاق مشروع الشرطة المجتمعية في العام 2003م؛ وتأسيس مراكز وزارة الداخلية لتأهيل وتشغيل ذوي الاحتياجات الخاصة في العام 2002م، ومركز الدعم الاجتماعي في العام 2004م؛ ووضع الخطة الخمسية للتطوير الاستراتيجي لشرطة أبوظبي (2004م-2008م)، والخطة الخمسية لوزارة الداخلية؛ والإشراف على وضع الهيكل التنظيمي الجديد لشرطة أبوظبي؛ وإيجاد حل دائم لمشكلة استخدام الأطفال في سباقات الهجن عبر اتخاذ مجموعة من الخطوات الأمنية والعملية لمواجهة هذه المشكلة؛ وإطلاق مشروع بصمة العين، ومشروع هيئة الإمارات للهوية. نال شهادة البكالوريوس في العلوم السياسية (تخصص علوم سياسية وإدارية) من جامعة الإمارات العربية المتحدة بالعين .

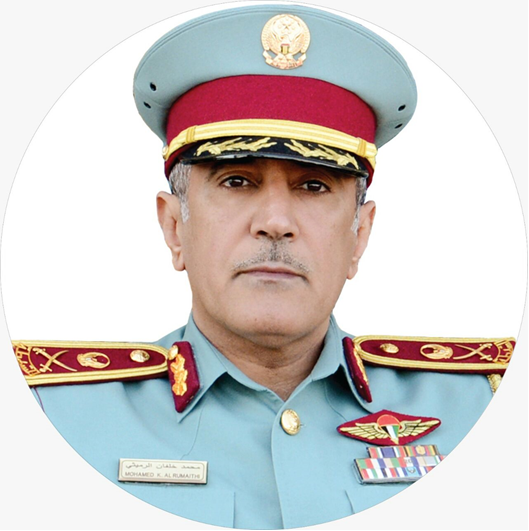
اللواء محمد خلفان الرميثي

### اللواء محمد خلفان الرميثي (2016-2019).
- اللواء محمد خلفان الرميثي ، بدأ عمله في القوات المسلحة عام 1983، كما حاصل على بكالوريوس في الاقتصاد والمحاسبة عام 1988 من "جامعة الإمارات العربية المتحدة".وقد تدرج بالرتب العسكرية حتى منح رتبة لواء بعد 24 عاماً، كما التحق بـ"أكاديمية ساندهيرست العسكرية الملكية" في المملكة المتحدة عام 1990.
- شغل خلال مسيرته العملية العديد من المناصب مثل، منصب مدير عام "الهيئة الوطنية لإدارة الطوارئ والأزمات والكوارث" بين 2007 و2014، ورئيس "اتحاد الإمارات لكرة القدم" عام 2008، ومدير "المشروع الإماراتي لإعادة إعمار لبنان" في العام ذاته، وهوعضواً في عدد كبير من المؤسسات والهيئات.
- وقد شَغِلَ منصب نائب القائد العام لشرطة أبوظبي2014،ثم القائد العام لـ"شرطة أبوظبي" بين فبراير (شباط) 2016 ويناير (كانون الثاني) 2019، وكان رئيساً لمجلس إدارة "مركز المتابعة والتحكّم" في الجهة ذاتها في عام 2015، ورئيس مجلس إدارة "اتحاد الشرطة الرياضي"، وعضو "المجلس التنفيذي لإمارة أبوظبي" ورئيساً للجنة الأمن والعدل والسلامة في المجلس ذاته.

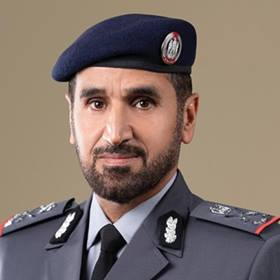
اللواء ركن طيار فارس المزروعي

### اللواء ركن طيار فارس المزروعي (2019 - 2025 )[1]
تولى منصب قائد عام شرطة أبوظبي في 21 يناير 2019، وعمل قبل ذلك في القوات المسلحة ، و كان معاليه ضمن خريجي كلية خليفة بن زايد العسكرية ،حيث عمل في القوات الجوية الإماراتية حتى عام 2005 ،و تولى بعد ذلك منصب نائب مدير مكتب رئيس أركان القوات المسلحة حتى عام 2007 ،و تولى بعد ذلك منصب مدير مكتب رئيس أركان القوات المسلحة و تولى بعد ذلك منصب مدير جهاز حماية المنشآت.. ومن ثم في عام 2010 صدر القرار رقم (35 ) لسنة 2010 ، بناء عليه تم تكليف العميد الركن طيار فارس خلف خلفان المزروعي للعمل رئيساً لجهاز حماية المنشآت والمرافق الحيوية، و بالإضافة إلى  كونه قائد عام شرطة أبوظبي فهو عضو "المجلس التنفيذي لإمارة أبوظبي" منذ يناير عام 2019، وعضو اللجنة التنفيذية في المجلس ذاته، كما أنه تولى منصب رئيس "لجنة إدارة المهرجانات والبرامج الثقافية والتراثية" و رئيس الهيئة العامة لأمن المنافذ والحدود والمناطق الحرة بالمجلس الأعلى للأمن الوطني.

## الجوائز
حصدت القيادة العامة لشرطة أبوظبي العديد من الجوائز والشهادات الدولية والإقليمية والمحلية والتي بلغت (171) جائزة خلال الفترة من (2007-2017):
من الجوائز والشهادات التي حصلت عليها القيادة العامة لشرطة أبوظبي:

### الجوائز العالمية
1. جائزة الإنجاز والتميز الدولية في تطبيقات التكنولوجيا الحيوية.
2. جائزة التميز في الأداء عن فئة مبادرة استمرارية ونشر ثقافة إدارة الأداء من شركة (Actuate) الدولية.
3. جائزة أفضل تطبيق تكاملي لنظام (أميرجيو) في العمل الأمني والسلامة العامة (Certificate of Excellence).
4. جائزة الإنترنت العالمية عن فئة أفضل حملة إعلانية على الإنترنت لعام 2011 الحملة التسويقية لسباق الفورمولا "1" www.f999.ae.
5. جائزة النجمة العالمية لقيادة الجودة في فرنسا.
6. الجائزة الذهبية الأوروبية للجودة وسمعة المنتجات - فرنسا.
7. الجائزة العالمية لبطاقة الأداء المتوازن للمشاهير - الولايات المتحدة الأمريكية.
8. جائزة الجمعية العالمية للشرطة النسائية لأفضل ضابط شرطة نسائية على مستوى العالم.
9. جائزة التاج الدولي للجودة-المملكة المتحدة.
10. جائزة أفضل الممارسات في التكامل في تحديد الاحتياجات التدريبية-جائزة الجمعية الأمريكية للتدريب والتطوير في التميز المنهجي (ASTD).
11. جائزة (فايجينباوم) للتميز القيادي عن فئة «القيادات النسائية».
12. جائزة أفضل تطبيق لأنظمة (GIS) في مكافحة الجريمة (Excellence in GISImplementation) شركة (GISTEC) الإمارات العربية المتحدة.
13. الجائزة الدولية لنظم المعلومات الجغرافية الأمنية (GIS) مؤسس معهد البحوث والنظم البيئية (ESRI).
14. الجائزة الذهبية عن فئة السلامة في جوائز منظمة الأفكار الأمريكية، أورلاندو بولاية فلوريدا الأمريكية.
15. جائزة القائد المثالي في العمليات الشرطية في مسابقة المحارب الدولية في الأردن والتي نظمها مركز الملك عبد الله الثاني لتدريب العمليات الخاصة (كاستوك).
16. جائزة الاتجاه الدولي لقيادة الشرطة لفئة الشرطة المجتمعية (250) ألف نسمة وأكثر (الميدالية الفضية) أمريكا.
17. جائزة الجمعية العالمية لقادة الشرطة (IACP) أفضل خبير مروري في مجال السلامة المرورية.
18. جائزة النمور الذهبية العالمية في قيادة الموارد البشرية.
19. جائزة كونجرس الموارد البشرية.

### الجوائز الإقليمية
1. جائزة التميز في مجال العناية بخدمة المجتمع للقطاع الحكومي في الشرق الأوسط.
2. جائزة درع الحكومة الإلكترونية كأفضل منصة تفاعلية على فيسبوك من المنظمة العربية للتنمية الإدارية بالمملكة الأردنية الهاشمية.
3. جائزة أفضل موقع إستراتيجي-فئة مواقع المؤسسات الأمنية والعسكرية-المنظمة العربية للتنمية الإداري-جامعة الدول العربية-جمهورية مصر العربية.
4. جائزة أفضل توعية مرورية في الشرق الأوسط-مديرية المرور والدوريات-جمعية الشرق الأوسط للعلاقات العامة.
5. جائزة أول مركز بيانات جغرافية للتعافي من الكوارث على مستوى المنطقة-معرض جيتكس-دبي شركة (EMC) الولايات المتحدة الأمريكية.
6. جائزة درع الحكومة الإلكترونية، ضمن أفضل المواقع الإلكترونية/ميدالية الإبداع التقني، فئة مواقع المؤسسات الأمنية والعسكرية/ المنظمة العربية للمسؤولية الاجتماعية.

### الجوائز المحلية
1. ميدالية أفضل موقع إستراتيجي-فئة مواقع المؤسسات الأمنية والعسكرية جائزة الشرق الأوسط العاشرة للقيادات التنفيذية (مدير عام) دبي-دولة الإمارات العربية المتحدة.
2. المركز الثاني في الدورة الأولى لجائزة أبوظبي للأداء الحكومي المتميز الدورة الأولى.
3. جائزة المشروع الفني/ التقني المميز بصمة العين/جائزة أبوظبي للأداء المتميز الدورة الأولى.
4. جائزة راشد للدراسات الإنسانية-محور تكريم المؤسسات الإنسانية الأولى في خدمة ذوي الاحتياجات الخاصة.
5. درع الشيخة فاطمة بنت مبارك الذهبي في المشروع الوطني لدمج ذوي الاحتياجات الخاصة.
6. جائزة الإمارات الاجتماعية فئة المؤسسات الحكومية من الدرجة الأولى.
7. جائزة وزير الداخلية للتميز-الدورة الأولى.
8. جائزة أفكار الإمارات الأول-أفضل إبداع لتسويق وتمثيل دولة الإمارات خارج الدولة/مجموعة دبي للجودة-دولة الإمارات العربية المتحدة.
9. الجهة المتميزة في الاهتمام بتطوير الموارد البشرية/جائزة أبوظبي للأداء الحكومي المتميز.
10. وسام رئيس المجلس التنفيذي في المجال الميداني/جائزة أبوظبي للأداء الحكومي المتميز.
11. جائزة خليفة التربوية-مجال ذوي الاحتياجات الخاصة بفئة المؤسسات والمراكز-إدارة مراكز وزارة الداخلية لتأهيل وتشغيل المعاقين.
12. جائزة حمدان بن راشد آل مكتوم للأداء التعليمي المتميز (فئة المؤسسات الداعمة للتعليم).
13. جائزة وزير الداخلية للتميز-الدورة الثانية.
14. جائزة الأم المثالية-جمعية الشرطة النسائية الإماراتية.
15. شهادة تقدير ضمن أفضل خمس جهات حكومية في أدائها المتميز ومشاركتها بنظام مركز اتصال حكومة أبوظبي.
16. جائزة أفضل تطبيق حكومي في الحوسبة السحابية عن مشروع البنية التحتية الجغرافية الأمنية/ معرض الخليج لتقنية المعلومات (GITEX 2013).
17. جائزة أفضل جهة حكومية حصلت عليها شرطة أبوظبي لتطبيق (حارس المدينة) دولة الإمارات العربية المتحدة.
18. جائزة الشيخة فاطمة بنت مبارك لأسرة الدار الأولى.
19. جائزة وزير الداخلية للتميز/ الدورة الثالثة.
20. جائزة دبي للتنمية البشرية.
21. جائزة أفكار الإمارات-فئة تشجيع وتمكين المواطنين.
22. جائزة الشارقة للتفوق والتميز التربوي.

## الكتب والأفلام عن القيادة العامة لشرطة أبوظبي
1. كتاب «خمسون»
2. كتاب وتستمر المسيرة[2]
3. الفيلم الوثائقي «خمسون»
4. الفيلم الوثائقي «ستون»
5. التقارير السنوية المنشورة بالصحف الرسمية.

تعتبر القيادة العامة لشرطة أبوظبي بمثابة دائرة محلية.

## وصلات خارجية
- الموقع الرسمي لشرطة أبوظبي
- الرؤية والرسالة والقيم للقيادة العامة لشرطة أبوظبي
- الأولويات والأهداف الاستراتيجية للقيادة العامة لشرطة أبوظبي
- الجوائز التي حصلت عليها القيادة العامة
- لمحة تاريخية عن القيادة العامة لشرطة أبوظبي